# سلطان قشلاقی
سلطان قشلاقی یک روستا در ایران است که در استان اردبیل واقع شده‌است. سلطان قشلاقی ۷۳ نفر جمعیت دارد.